# Peter S. Davis
Peter S. Davis (* 1942 in Long Island, New York; † 21. Februar 2021 in Calabasas, Kalifornien) war ein US-amerikanischer Filmproduzent.

## Leben
Bekannt wurde Davis vor allem durch die Produktion der Highlander-Filme und deren Ableger wie die gleichnamige Fernsehserie Highlander oder die Highlander-Zeichentrickserie.
Er produzierte seine Filme gemeinsam mit William N. Panzer, mit dem er Davis-Panzer Productions (DPP) gegründet hatte. Seit Panzers Tod 2007 hat Davis keine weiteren Filme mehr produziert.

## Filmografie (Auswahl)
Produzent
- 1979: Sechs Männer aus Stahl (Steel)
- 1981: Mount St. Helens – Der Killervulkan (St. Helens)
- 1982: Spuk im Ehebett (O'Hara's Wife)
- 1983: Das Osterman Weekend (The Osterman Weekend)
- 1986: Highlander – Es kann nur einen geben (Highlander)
- 1988: Freeway – Der wahnsinnige Highway Killer (Freeway)
- 1989: Hexenkessel Miami (Cat Chaser)
- 1990: König der Winde (King of the Wind)
- 1991: Highlander II – Die Rückkehr (Highlander II – The Quickening)
- 1994: Highlander: The Adventure Begins
- 1998: Highlander Official Convention 1998 (Dokumentarfilm)
- 2000: Highlander: Endgame
- 2007: Highlander – Die Macht der Vergeltung (Highlander: The Search for Vengeance, Animationsfilm)
- 2007: Highlander – Die Quelle der Unsterblichkeit (Highlander – The Source)

Ausführender Produzent
- 1976: Blutiger Zahltag (The Death Collector)
- 1977: Stunts – Das Geschäft mit dem eigenen Leben (Stunts)
- 1989: Todesparty II (Cutting Class)
- 1992–1998 Highlander (Fernsehserie)
- 1998: Raven – Die Unsterbliche (Highlander: The Raven, Fernsehserie)
- 2000: Das blonde Biest – Wenn Mutterliebe blind macht (Poison, Fernsehfilm)